# Kielmeyera
Kielmeyera es un género de plantas perteneciente a la familia Calophyllaceae. Es endémica de Sudamérica, con gran ocurrencia en el Cerrado de Brasil. Comprende 58 especies descritas y de estas, solo 16 aceptadas.

## Taxonomía
El género fue descrito por Mart. & Zucc. y publicado en Flora 8(1): 30. 1825. La especie tipo no ha sido designada.

## Especies aceptadas
A continuación se brinda un listado de las especies del género Kielmeyera aceptadas hasta octubre de 2013, ordenadas alfabéticamente. Para cada una se indica el nombre binomial seguido del autor, abreviado según las convenciones y usos.

## Especies
- Kielmeyera coriacea
- Kielmeyera microphylla
- Kielmeyera peruviana
- Kielmeyera reticulata
- Kielmeyera variabilis